# Marché couvert de La Canée
Le marché couvert de La Canée, également connu sous le nom de marché municipal (en grec moderne : Δημοτική Αγορά Χανίωνou) ou Agora, est un marché couvert ouvert en 1913 à La Canée, la deuxième plus grande ville de Crète. Le bâtiment néoclassique d'une superficie de 4 000 mètres carrés est disposé en forme de croix et possède une entrée à chaque extrémité des bras croisés.

## Histoire

### Une construction au début duXXesiècleà l'emplacement des remparts
La ville de La Canée a prospéré depuis l'autonomie de la Crète en 1898. Après le rattachement à la Grèce, elle est choisie comme capitale de l'île et s'affirme comme un important centre commercial avec 20 000 habitants. Les commerces de produits alimentaires étaient à l'époque dispersés dans toute la ville : les bouchers étaient basés à l'extérieur des remparts, les marchands de fruits et légumes vendaient leurs produits au bord des routes, tandis que le marché aux poissons avait lieu sur le port. 
Afin de créer un lieu rassemblant l'ensemble de ces activités, une halle de style néoclassique en forme de croix, a été construite entre 1909 et 1913. Elle s'inspire du modèle français du marché couvert de Marseille et devient l'un des monuments emblématiques de La Canée. Des parties des fossés de la ville et de l'ancien bastion vénitien Piatta Forma ont été choisies comme emplacement, vouant à la destruction une porte (la Porta Retimiota) et deux tours (Santa Maria et San Giovanni) de l'enceinte (en). Une partie des pierres des fortifications ont servi à la construction de la halle.
Dans le cadre des célébrations de l'unification de la Crète à la Grèce début décembre 1913, l'inauguration de la halle du marché a lieu le 4 décembre 1913 par le premier ministre de l'époque Elefthérios Venizélos.

### La vocation actuelle essentiellement touristique
La halle de La Canée est un bâtiment classé depuis 1980. Elle constitue encore aujourd'hui le marché couvert de la ville, avec 76 stands en 2019. Cependant, le transfert de la plupart des échoppes de fruits et légumes dans le centre-ville et du marché aux poissons à Souda a conduit à un changement dans la nature des commerces. Les produits destinés aux touristes, à base d'olives, des tsikoudiá et des pâtisseries, occupent désormais la majorité de l'espace.